# Owen Aquino
Owen Aquino Silva-Brito (Madrid, 8 de enero de 2003) es un jugador de baloncesto profesional español. Mide 2,03 metros y juega en la posición de alero, actualmente pertenece a la plantilla del Eastern Florida State College de la liga JUCO. Es hermano de la también baloncestista Samantha Aquino.

## Carrera deportiva
Nacido en Madrid y de ascendencia dominicana y Caboverdiana, juega al baloncesto desde que tenía menos de diez años. Su inicio en el deporte de la canasta fue en el colegio Salesianos de Estrecho en el equipo Agrupación Deportiva Estrecho, donde jugó en el equipo alevín. En la temporada 13-14, formó parte del  Club Baloncesto Majadahonda y en la siguiente temporada jugaría al baloncesto en el Colegio Agustiniano, lo que sería el último año antes de incorporarse a la disciplina blanca.
En 2015, se incorporó oficialmente al Real Madrid en 2015, como infantil de primer año.
En 2017, sería campeón de la Minicopa 2017, promediando 12 puntos y 7 rebotes por partido, incluido un 9-8 en la final ante Unicaja, y se ha proclamaría vencedor en el Campeonato de España Infantil.
En la temporada 2019-20, con apenas 16 años hace su debut con el Real Madrid Baloncesto "B" en la Liga EBA, en el que también jugaría la temporada siguiente. 
En 2021, decide enrolarse en la Central Pointe Christian Academy.
En 2022, firma por el Eastern Florida State College de la ciudad de Cocoa en Florida, con el que disputaría la JUCO con los EFSC Titans.

## Selección nacional
En 2017, sería convocado por la selección española sub-14, donde hizo una gran actuación en el Torneo BAM de Grecia que le valió para formar parte del quinteto ideal de la competición.
En 2019, disputó el Europeo Sub-16, con el que logró el campeonato.
En 2023, disputa el Eurobasket sub-20 celebrado en Heraclion, Grecia, siendo eliminado en el cruce de octavos frente a la selección israelí.

## Palmarés

### Selección nacional
- Medalla de oro en el Europeo Sub-16 de 2019 en Italia.